# James Doyle Penrose

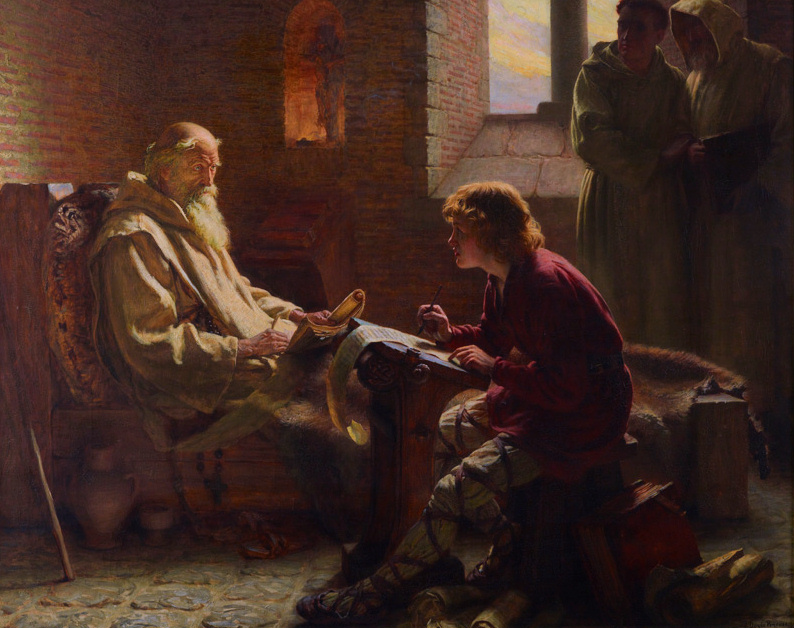
Le Dernier Chapitre, 1902 (bibliothèque universitaire de Cambridge).

James Doyle Penrose est un peintre irlandais né en 1862 et mort en 1932.

## Carrière
James Doyle Penrose naît à Wicklow en Irlande dans une famille de Quakers prospères : sa foi se ressent ultérieurement à travers bon nombre de ses tableaux. Il reçoit initialement une formation classique à Londres.
Penrose est régulièrement exposé à l'Académie Royale britannique des années 1890 jusqu'à 1927. Il est surtout connu pour son œuvre de portraitiste, ainsi que pour ses tableaux historiques et religieux.
James Doyle Penrose est le père de Sir Roland Penrose, autre artiste influent dans le domaine du surréalisme et de l'histoire de l'Art,.